# أولاد غانم (سيدي بوخلخال)
أولاد غانم هي إحدى مشيخات المملكة المغربية، تتبع جغرافيا لإقليم الخميسات وإداريًا لسيدي بوخلخال. يقدر عدد سكانها بـ 6333 نسمة حسب الإحصاء الرسمي للسكان والسكنى لسنة 2004.